# Marcioz
Marcio Zygmunt (Curitiba, 1996), mais conhecido como Marcioz, é um músico, produtor musical e compositor brasileiro, conhecido internacionalmente por sua música experimental. Começou a fazer música ainda na infância, inicialmente influenciado por gêneros como trance e drum and bass e posteriormente produzindo o que ele descreveu de "música sem gênero". Começou a lançar músicas em 2013, apresentando um som voltado ao dubstep e house progressivo. Desde então, passou por diversas gravadoras, incluindo a Mad Decent.
Em 2017, chamou a atenção do neerlandês San Holo, que o contratou para fazer parte da Bitbird. Lá, lançou o EP How to Make Love $tay em 2018, descrito por Marcioz como pop. Em 2019, lançou Mulato Tragidy; desde então, Marcioz lança músicas sob seu selo jovemdeu$ e aborda temas de relações raciais, além de apresentar um som mais experimental. Em 2020, lançou o EP De/Colonial Writing$ e, em 2022, seu álbum de estreia, Between Giant $houlders.

## Carreira

### 1996–2016: Início de vida e lançamentos iniciais
Marcioz nasceu em Curitiba no ano de 1996, crescendo na vila Caiuá, do bairro Cidade Industrial de Curitiba (CIC). Sua mãe é uma bailarina negra e seu pai, violinista polonês. Marcioz se descreve como mulato. Devido à profissão de seus pais, teve uma entrada precoce à produção musical, começando a produzir aos 9 ou 10 anos. Aos 13, descobriu o álbum Imagine (2008), de Armin van Buuren, Segundo Marcioz, que participava de escolas de samba, o álbum o impactou por sua sonoridade trance. Suas influências iniciais eram drum and bass, Aphex Twin e Avicii. Aos 16 ou 17 anos, começou a produzir música classificada por ele como "sem gênero" depois de começar a ouvir Point Point e "artistas franceses".
Em 2013, lançou a música "Kronus" e seu primeiro EP, Torture, ambos através da Provoke. Depois de ser selecionado para fazer parte da coletânea musical competitiva do Point Point Filet Mignon III, com a faixa "God Ain't Gonna Pay You Back", Marcioz foi contratado por sua gravadora, Record Record, e lançou o EP God Don't Lie em maio de 2015. Em abril de 2016, lançou um remix da música "Baibaba Bimba", de Tenniscoats. Em agosto, lançou "Emotional Depth (The Lack Thereof)" na Mad Decent.

### 2017–presente: Bitbird e álbum de estreia

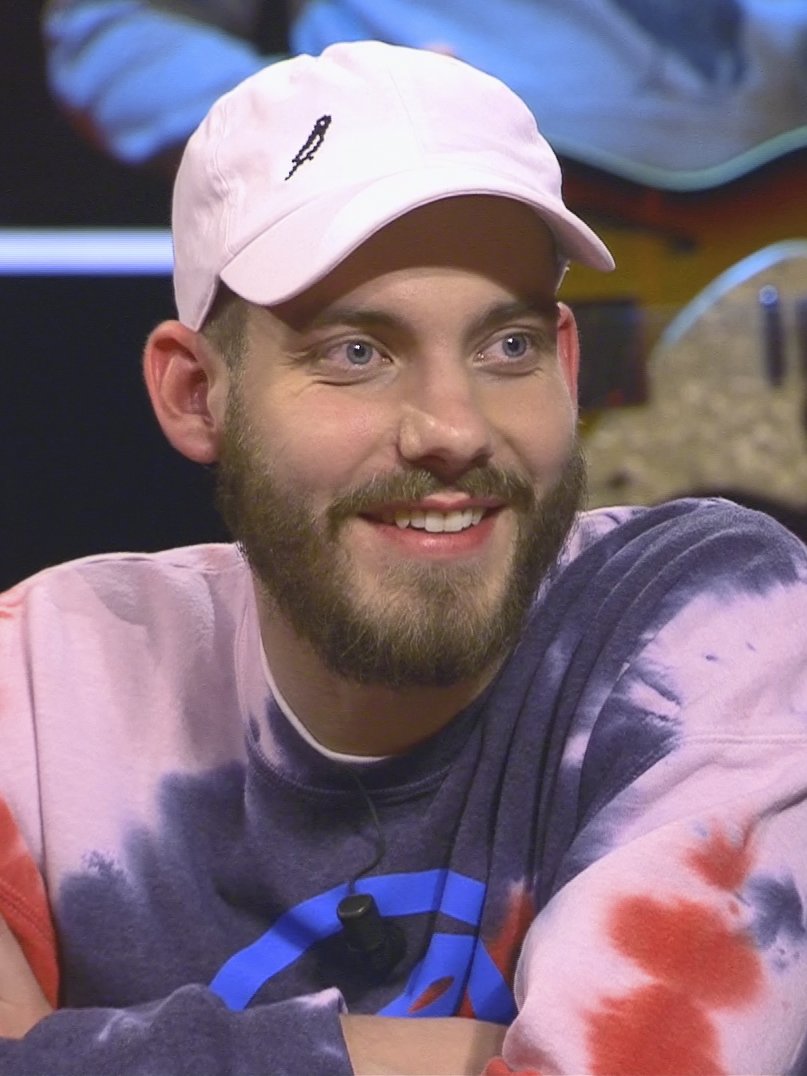
San Holo em 2018

Marcioz relata que entrou para a gravadora Bitbird depois que seu fundador, o neerlandês San Holo, escutou uma de suas músicas em um set do Point Point. Marcioz então mandou um EP para ele "só por mandar" e foi contratado. Em setembro de 2017, lançou "Ayre for Rejection" com Slow Shudder, que foi posteriormente incluída na coletânea musical da Bitbird Gouldian Finch 2. Em outubro, foi lançado um remix de Marcioz da canção "The Future", de San Holo com James Vincent McMorrow. Em novembro, lançou "The Very, Very $hy Pearl". Em dezembro, lançou "How to Fall in Love with a Machine" com Slow Shudder. Essas duas músicas foram singles de seu extended play (EP) How to Make Love $tay, lançado em 19 de janeiro de 2018 através da Bitbird. O EP gerou uma crítica de 7/10 da The Line of Best Fit.
No dia 12 de janeiro, foi lançado um remix de Marcioz de "One Thing", de San Holo. Em março, lançou o single "Nameless Waltz (She Finally Falls!)". Em abril, lançou um remix da música "Sun in My Mouth" de Björk. Ainda no primeiro semestre de 2018, fez sua estreia como DJ nos Países Baixos num evento da Bitbird. Em julho, participou de uma residência da Bitbird em Haia e Zoetemeer, nos Países Baixos, onde foram compostas faixas para Gouldian Finch 3. Marcioz também trabalhou nos acordes do álbum de estreia de San Holo, album1. Em novembro, lançou "Interstellar!" com Slow Shudder através da Ultra Music.
Em janeiro de 2019, lançou a faixa "Watch Out! Black God I$ in Town". Em abril, uma música de Marcioz com BeauDamian, "The Generated Frakshow", foi colocada na coletânea musical Gouldian Finch 3, da Bitbird. Em julho, lançou a canção "Halenkind", e ainda no mesmo mês "Mulato Proibido". No mês seguinte, lançou o EP Mulato Tragidy. Desde então, suas músicas são lançadas sob o seu próprio selo, jovemdeu$. Ainda no mês de julho, foi lançado um remix de Marcioz da música "Head in the Trees" de Hotel Garuda. Em março de 2020, lançou o single "White Colonial Product & Mistura das Águas". Em julho, lançou o EP De/Colonial Writing$. Em 2021, se apresentou no Festival Novas Frequências. Em agosto de 2022, lançou seu álbum de estreia, Between Giant $houlders. Entre maio e julho de 2023, fez as performances solo "Entrelaços", onde utiliza um repinique.

## Estilo musical e vida pessoal
O estilo musical de Marcioz mudou ao longo de sua carreira. Suas faixas lançadas entre 2013 e 2014 lembram dubstep e house progressivo. O EP How to Make Love $tay, de 2018, mistura vários gêneros, com Marcioz o descrevendo como pop. Mais recentemente, Marcioz descreveu sua música como experimental, estilo presente desde o EP Mulato Tragidy, de 2019. O EP De/Colonial Writing$ mistura música eletrônica com elementos do samba. Foi escrito entre o Rio de Janeiro e Berlim, na Alemanha, e contém elementos inspirados nas duas cidades.
Marcioz relatou que gosta de pensar por conceitos, e citou variadas influências em 2018: o álbum Vespertine de Björk; o "período mais tardio" de Wagner e Beethoven; e também Radiohead: "É bastante coisa. São micro-coisinhas que eu vou pegando".  Seu conceito em How to Make Love $tay é cada música representar um aspecto diferente de Marcioz. Por exemplo, a faixa "The Very, Very $hy Pearl (The Pulse)" fala sobre sua timidez. A partir de Mulato Tragidy, Marcioz começou a tratar temas de relações raciais, influenciado pelo fato de ser metade polonês, metade negro. De acordo com o OneBeat, "[o trabalho de Marcioz] se aprofunda na investigação de diversas identidades raciais sul-americanas. Através de sua prática, Marcioz busca uma identificação musical da miscigenação ocorrida no Brasil colonial através do uso de diferentes padrões de harmonia e ritmo, bem como de instrumentos, vindos da África para o continente americano naquela época".
Marcioz deu aulas de Ableton Live na Universidade Federal do Paraná, quando estudava composição musical na mesma; parte de How to Make Love $tay foi gravado lá. Em 2019, conseguiu uma bolsa de estudos Goethe Talents. Atualmente mora em Berlim, na Alemanha.

## Discografia
A seguir apresenta-se os lançamentos de Marcioz, todos referenciados na seção "Carreira". Inclui lançamentos antigos que não estão disponíveis oficialmente e lançamentos sob o pseudônimo "Gado Archive".

### Álbuns
- Between Giant $houlders (2022)

### Extended plays
- Torture (2013)
- God Don't Lie (2015)
- How to Make Love $tay (2018)
- Mulato Tragidy (2019)
- De/Colonial Writing$ (2020)

### Singles
- "God Ain't Gonna Pay You Back" (2015)
- "Emotional Depth (The Lack Thereof)" (2016)
- "Ayre for Rejection" (part. Slow Shudder) (2017)[a]
- "The Very, Very $hy Pearl (The Pulse)" (2017)
- "How to Fall In Love With a Machine" (part. Slow Shudder) (2017)
- "Nameless Waltz (She Finally Falls!)" (2018)[a]
- "Interstellar!" (part. Slow Shudder) (2018)[a]
- "Watch Out! Black God I$ in Town" (2019)
- "The Generated Freakshow" (Marcioz x BeauDamian) (2019)
- "Halenkind" (2019)
- "Mulato Proibido" (2019)
- "White Colonial Product & Mistura das Águas" (2020)

### Remixes
- Tenniscoats - "Baibaba Bimba (Marcioz Remix)" (2016)
- San Holo part. James Vincent McMorrow - "The Future (Marcioz Remix)" (2017)
- San Holo - "One Thing (Marcioz Remix)" (2018)
- Björk - "Sun in My Mouth (Marcioz Remix)" (2018)
- Hotel Garuda - "Head in the Trees (Marcioz Remix)" (2019)